# Церква Пресвятої Богородиці Владичиці України (Рогачин)
Церква Пресвятої Богородиці Владичиці України в Рогачині — парафія і храм греко-католицької громади Бережанського деканату Тернопільсько-Зборівської архієпархії Української греко-католицької церкви в селі Рогачин Тернопільського району Тернопільської области.

## Історія церкви
Парафія утворена у 1994 році. Для богослужінь використовується колишній костел, збудований у 1929 році, розпис якого виконали місцеві майстри.
В останню неділю серпня 1994 року владика Зборівської єпархії Михаїл Колтун освятив храм.
При парафії діють братство «Апостольство молитви» та Вівтарна дружина. На території парафії розташовані могила Українських Січових Стрільців та фігура Богородиці.

## Парохи
- о. Володимир Люшняк (1994—2002),
- о. Василь Кишенюк (2002—2007),
- о. Степан Братців (з 2007).